# Pacífico
Pour les articles homonymes, voir Pacifico (homonymie).
Le quartier de Pacífico est un quartier administratif de Madrid situé dans le district de Retiro.
De 1986 à 2014, il s’agissait du quartier le plus peuplé et le plus dense du district.
Le siège du conseil de district de Retiro se trouve dans les anciennes casernes de Daoiz et de Velarde.
D'une superficie de 75,0065 hectares, il accueille 33 839 habitants (Octobre 2019).